# Associação Sportiva Sociedade Unida
A Associação Sportiva Sociedade Unida, conhecido popularmente como ASSU ou Camaleão do Vale, é um clube brasileiro de futebol, sediado  na cidade de Assu, no estado do Rio Grande do Norte. O clube foi fundado no dia 10 de janeiro de 2002. Seu mascote é o Camaleão e seu estádio oficial é o Edgar Borges Montenegro, apelidado pela torcida como Edgarzão, com capacidade para 4.000 pessoas. As cores do time são verde e branco.
Ao longo de sua história, o ASSU vem colecionando boas participações no Campeonato Potiguar, porém, só chegou a conquistar seu primeiro título no dia 1º de março de 2009, quando aos 7 anos de idade, após um empate por 2 a 2 com o Santa Cruz-RN, se consagrou campeão do primeiro turno do Campeonato Potiguar de 2009, garantindo assim o seu lugar na final contra a equipe campeã do segundo turno do mesmo, e uma das vagas do RN na Copa do Brasil de 2010. O ASSU se consagrou campeão do RN no dia 1º de maio de 2009, garantindo a vaga para o Série D do Brasileirão 2009.
O ASSU é o primeiro clube de futebol do interior do Rio Grande do Norte a representar o estado na Copa São Paulo de Futebol Júnior. A equipe conseguiu a vaga após vencer o Visão Celeste por 4 x 3 nos pênaltis em uma seletiva para a competição.
No estadual de 2014, após uma má campanha no primeiro turno (5 derrotas, 1 empate e nenhuma vitória) e a derrota no duelo contra o descenso contra o Palmeira de Goianinha, o ASSU, pela primeira vez em sua história, visitará a segunda divisão do estadual.

## História

### O início
Com a desistência do Clube Atlético Piranhas, surgiu uma vaga no Campeonato Estadual de 2002. Contando com a estrutura do estádio Edgarzão, recentemente inaugurado, a cidade de Assu reivindicou a vaga. A Liga Assuense de Desportos se mobilizou. O presidente da Liga, Luís Daílson Machado, e o vice, Francisco dos Chagas Soares coordenaram o movimento. Primeiramente, a ideia era que a Portuguesa de Assu (Fundada em 95 e vice do Matutão) tivesse a vaga, mas não houve um consenso. Chegou-se a conclusão que a escolha do nome deveria ser democratizada. Pensou-se em Assu Esporte Clube, São João (Padroeiro da cidade) e Vale do Açu. Finalmente, decidiu-se por Associação Sportiva Sociedade Unida (ASSU).

### 2002 a 2005: estreia no estadual e classificação para a Série C
Em 2002 aconteceu a estreia do clube no estadual, o ASSU fez vários investimentos. O treinador é Manoel Ananias, que dirigiu diversas vezes os clubes de Mossoró, e entre os reforços estão o goleiro Claudevan, o zagueiro Pione e o volante Nildo. Outros reforços são os jogadores Bebeto e Ronaldo Falcão(ex-Corintians de Caicó). A prefeitura deve ajudar o clube com R$ 7 mil mensais. EB: Claudevan, De Assis, Nildo, Luiz e Jorge Alagoano; Renato, Roberto, Lauro e Herácles; Ronaldo Falcão e Bebeto. Com 10 derrotas e 4 vitórias a equipe do ASSU terminou o campeonato em 8º lugar.
Em 2003, a equipe assuense foi formada, praticamente, por jogadores da região. Exceção feita ao zagueiro Vieira, que veio do Mixto/MT. O atacante Marcelo é considerado o "homem-gol" do ASSU e pode dar muito trabalho. Marcelo terá Cabral como companheiro de ataque. O técnico é Nicola Barbieri, conhecido como "Aranha". Erasmo; Diassis, Vieira, Leandro e Pedro Neto; Marielson, Eracle, manoel e João Carlos; Cabral e Marcelo. Com uma campanha regular (4 vitórias, 3 derrotas e 1 empate) o ASSU termina o campeonato com a 5ª colocação.
No ano de 2004, o clube disputou pelo terceiro ano consecutivo o Campeonato Estadual. Com uma campanha regular termina o campeonato na 6ª colocação ao ser eliminado pelo Coríntians de Caicó na segunda fase.
O ano de 2005 chegou e a verba da Prefeitura aumentou com o apoio da classe empresarial. A parceria fez a diretoria reforçar a equipe e acreditar na classificação. A idéia era desbancar os favoritos. Com uma campanha arrasadora a equipe do ASSU terminou a primeira fase na liderança do "Grupo B" com 22 pontos. A torcida estava confiante para a segunda fase. O Camaleão passou pelo Potiguar de Mossoró nas quartas-de-final. Nas semifinais ganhou o primeiro jogo contra o América de Natal em pleno Machadão, mas acabou desperdiçando a chance de chegar à final do Campeonato Potiguar ao perder em casa por 3 a 0. O Camaleão do Vale terminou o campeonato na 3ª colocação, conquistando a oportunidade de disputar a Série C do Campeonato Brasileiro.

### 2006 a 2009: Crescimento estadual e primeiro título potiguar
Com o apoio da Prefeitura, câmara de vereadores e classe empresarial o ASSU montou um time com chances de conquistar a taça. Terminou a primeira fase em 4ª lugar com 19 pontos. Enfrentou o ABC nas quartas-de-final e conseguiu avançar na competição. No tapetão o ABC conseguiu tirar a vaga do ASSU alegando irregularidades do jogador Sílvio Madona. O ASSU recorreu e conseguiu novamente a vaga para disputar as semifinais contra o Potiguar de Mossoró. Com um elenco já diminuto e desgastado com a briga na justiça o ASSU acabou sendo eliminado pela equipe mossoroense.
Em 2007, o Camaleão do Vale montou uma equipe regular para disputar o estadual. A equipe pretendia conquistar no mínimo a vaga para a Série C do Brasileiro. Com uma campanha regular terminou a primeira fase com a melhor campanha dentre os clubes do interior, conquistando o 3º lugar com 16 pontos. Foi eliminado nas quartas-de-final pelo Potiguar de Mossoró. Neste ano, o ASSU foi a melhor defesa do campeonato sofrendo apenas 11 gols e aplicou a maior goleada, o inesquecível 5 a 0 no ABC em pleno Frasqueirão.
Em 2008, a diretoria montou uma equipe que tinha a confiança dos torcedores para disputar o estadual. Com uma excelente campanha no primeiro turno obteve o 1º lugar do "Grupo B" com 11 pontos. Disputou as semifinais com o Santa Cruz, perdeu o primeiro jogo por 3 a 0 e venceu o segundo pelo mesmo placar. A vaga seria do ASSU se não fosse um erro no regulamento do campeonato, que permitiu a realização de um terceiro jogo no qual houve empate (1 a 1). A decisão foi nos pênaltis, e o Camaleão foi eliminado por 8 a 7. No segundo turno com uma campanha regular iria obter a vaga nas semifinais, no entanto foi punido com a perda de 6 pontos por ter escalado de forma irregular o atleta Anaílton(Xoly) contra o Santa Cruz, no dia 16/03. O clube acabou na 7ª colocação na classificação final. Se não fosse a perda dos 6 pontos, o time teria conquistado a sonhada vaga para a Série C do Brasileiro.
O ano de 2009 chegou e o ASSU conquistou o primeiro turno do Campeonato Potiguar (Copa RN),[carece de fontes?] seu primeiro título em cima do Santa Cruz-RN. O Camaleão empatou pelo placar de 2 x 2 no jogo único da final e como possuía a vantagem do empate levantou a taça em tarde emocionante no Edgarzão. Com o título, a equipe se classificou para a Copa do Brasil de 2010. Logo depois se consagra CAMPEÃO do RN em cima do Potyguar de Currais Novos, campeão do segundo turno (Taça Cidade de Natal). Com o título, a equipe garantiu vaga no Campeonato Brasileiro Série D 2009, mas acabou desistindo da vaga, que acabou sendo repassada ao Alecrim.

### 2010 a 2011: Copa do Brasil, endividamento e fuga do rebaixamento no estadual
No ano de 2010, o clube não obteve uma campanha boa no Campeonato Potiguar. De 18 jogos disputados, o clube obteve 5 vitórias, 4 empates e 9 derrotas. O Camaleão do Vale ficou posicionado na 9ª colocação, com 19 pontos na classificação geral. O jogo de destaque foi na partida entre ASSU e ABC que, mesmo não ter vencido os últimos jogos até então, bateu o alvinegro em casa por 3x2, valendo a sexta rodada do Campeonato Potiguar. Na sua primeira participação na Copa do Brasil, o ASSU foi derrotado pelo Atlético Goianiense no placar de 3 a 0, sem direito a jogo de volta em Goiânia. Com o resultado, o ASSU é eliminado do segundo torneio de futebol mais importante do Brasil.
No ano de 2011, o ASSU iniciou sua temporada com uma dívida equivalente a 100 mil reais. Com elenco formado apenas com jogadores da região e com poucos reforços, o Camaleão do Vale não teve perspectiva de ter um time forte na competição.
Com uma campanha razoável, o time termina a temporada na 8ª colocação, com 5 vitórias, 2 empates e 11 derrotas, com 17 pontos ganhos. Durante esse período, o clube chegou a trocar de técnico uma vez, substituindo Neto Matias por Damião Oliveira.

#### Equipe júnior
A equipe fez sua primeira participação no Campeonato Potiguar - Sub-18, no dia 02 de Julho de 2011. Os jogadores contaram com o técnico Damião Oliveira, o supervisor do clube Carmésio Cabral, e com o apoio integral do grupo gestor. O Camaleãozinho, como é carinhosamente chamado pela torcida, teve a melhor campanha do Grupo "B", com 6 vitórias, 3 empates e apenas 1 derrota, tornando-o líder do grupo. O clube disputou as semifinais contra o América de Natal, que derrotou o ASSU por 3x1 no jogo de ida e empatou por 0x0 em casa, sendo assim, desclassificado da final contra o ABC. A equipe conseguiu a vaga inédita para a Copa São Paulo de Futebol Júnior de 2012, após vencer o Visão Celeste por 4 x 3 nos pênaltis, em jogo extra da categoria Sub-18, válido como seletiva para o evento.

### 2012 a 2013: Elenco renovado e boa participação no estadual
Em 2012, o ASSU era até então conhecido por manter boa parte do seu plantel por muitos anos. No entanto, neste ano o elenco foi quase totalmente renovado, ou seja, 80% dos jogadores presentes no elenco nunca defenderam o clube, com destaque para o meia Thiaguinho, que estava atuando pelo River Plate do Uruguai. O técnico era Ademílson de Almeida, que mais tarde foi substituído por Andrey Valério, pela má campanha apresentada no primeiro turno.
Com uma campanha regular, o clube terminou a temporada com 7 vitórias, 3 empates, 8 derrotas e 24 pontos somados, ficando assim na 5ª colocação no ranking geral.
Em 2013, o clube contratou o técnico e ex-jogador de futebol do Corinthians Mirandinha, a convite de Souza, um dos dirigentes do ASSU e o qual foi companheiro de equipe no clube paulista. Mirandinha trouxe consigo a base do Afogadense, clube que treinava. Mirandinha trouxe os jogadores Mike, Felipe e Serginho, ambos do Afogadense.
Sem os principais clubes do estado na primeira fase, o Camaleão do Vale inicia o estadual na 5ª colocação, assim garantindo vaga na segunda fase. No primeiro turno da segunda fase e com os principais clubes do estado, o ASSU termina o primeiro turno na 4ª colocação, ainda tendo a chance de ir para a final da Copa RN na última rodada da competição, mas foi goleado pelo ABC de 5x0 no Frasqueirão, assim perdendo a chance de chegar a final. No segundo turno, o clube terminou na 5ª colocação, com 8 pontos. Na classificação geral, o clube termina o Campeonato Estadual na 4ª colocação, com 21 pontos somados, considerada a melhor atuação do clube após a conquista do título potiguar, em 2009.

### 2014: Rebaixamento no estadual
Em 2014, o clube inicia a temporada sem muita verba para o campeonato estadual desse ano. Com Netinho Matias como técnico (mais tarde seria substituído por Carlos Gutemberg após pedir demissão) e mantendo a base dos jogadores que jogaram no clube em temporadas passadas, o clube inicia a primeira fase do estadual (Copa FNF) com uma campanha de 5 derrotas, 1 empate e nenhuma vitória, ficando assim na lanterna do grupo "B". Com isso, o clube disputou um duelo contra o Palmeira de Goianinha (lanterna do grupo "A"), em jogos de ida e volta, que decidiria qual desses permaneceria na elite do estadual. No jogo de ida, no Edgarzão, o ASSU vence o Palmeira pelo placar de 2x1, com gols de Sandro e Leonardo pela equipe assuense e Quirino pelo Palmeira. Com esse resultado, o ASSU tinha a vantagem do empate para o jogo de volta, porém, no estádio Nazarenão, o Palmeira de Goianinha venceu o camaleão pelo placar de 1x0, gol de Quirino, levando assim a disputa para os pênaltis. Nas penalidades, com o placar de 4x2 para a equipe local, pela primeira vez na sua história, o ASSU foi rebaixado para a Segunda Divisão do Estadual.

### 2015: A reabilitação
Com a missão de voltar à elite do futebol potiguar, a torcida do ASSU se uniu e formou um bom time para disputar a Segunda Divisão Estadual. Sob o comando do técnico Reginaldo Souza, o ASSU venceu cinco partidas, empatou apenas uma e sangrou-se Campeão Potiguar da Segunda Divisão de 2015 de forma invicta. No último jogo diante do Santa Cruz de Natal, o Camaleão do Vale aplicou uma goleada por 6 a 3, no estádio Edgarzão, em Assú. Do início ao fim da competição, os torcedores do ASSU fizeram uma campanha nas redes sociais com o lema #VoltaCamaleão.

### 2016: De volta à elite
Após um ano de 2015 de reestruturação, o ASSU voltou ao Campeonato Potiguar da 1ª Divisão em busca de manter-se, sonhando com uma vaga na Série D e/ou Copa do Brasil. A campanha do Camaleão do Vale não foi excelente, mas foi o suficiente para permanecer na elite do futebol estadual do próximo ano.

### 2017: "Camaleón del Valle" e a vaga na Série D
Em uma parceria com a empresa colombiana Assiscol Sports, o ASSU entrou no Campeonato Potiguar sendo dirigido pelo técnico José Cortina, que começou bem empatando com o Baraúnas e vencendo o América de Natal. Porém, após péssimos resultados e declarações contundentes, o técnico foi demitido pela diretoria do clube e a parceria com o grupo de empresários colombianos foi desfeita.
Apesar dos problemas ao longo da competição, o Camaleão do Vale conseguiu terminar na 4ª colocação na Classificação Geral sob o comando de João Menezes (conhecido como Barata, ex-jogador do clube), abaixo apenas de ABC, Globo FC e América de Natal. Neste mesmo ano, o Globo FC conquistou o vice-campeonato da Série D e consequentemente a vaga para a Série C de 2018, sendo assim o ASSU ficou com a vaga do estado para disputar a Série D de 2018.

### 2018: Um ano que entrou para história
Sob o comando de Neto Matias, vice-campeão em 2009 pelo Potyguar de Currais Novos, o ASSU começou o Campeonato Potiguar de 2018 de forma surpreendente. Na estreia aplicou uma goleada de 4 a 1 no rival Potiguar em pleno o Nogueirão em Mossoró. Porém, o time sofreu derrotas para o Globo, América de Natal e ABC, resultados que custaram o cargo de Neto Matias, dando lugar para Damião Oliveira. No final da competição, o Camaleão do Vale terminou na quinta colocação sem ameaças de rebaixamento.
Após a campanha regular no Estadual, com um time caseiro comandado por Júlio Terceiro, o ASSU disputou pela primeira vez o Campeonato Brasileiro (Série D). No Grupo 5, ao lado de Moto Club/MA, Altos/PI e Sparta/TO, o ASSU terminou a competição nacional na última colocação com 4 pontos (1 vitória, 1 empate e 6 derrotas). A única vitória do ASSU na Série D de 2018 foi contra o Sparta/TO pelo placar de 2 a 1, no Edgarzãono dia 6 de maio de 2018.

## Elenco

### Equipe principal
Atualizado em 09 de janeiro de 2022.
- : Capitão
- : Jogador contundido
- + : Jogador em fase final de recuperação
- : Jogador suspenso

## Títulos
| Campeonatos Estaduais | Campeonatos Estaduais                                    | Campeonatos Estaduais | Campeonatos Estaduais |
|                       | Competição                                               | Títulos               | Temporadas            |
| --------------------- | -------------------------------------------------------- | --------------------- | --------------------- |
|                       | Campeonato Potiguar                                      | 1                     | 2009                  |
|                       | Campeonato Potiguar - Segunda Divisão                    | 1                     | 2015                  |
|                       | Copa RN                                                  | 1                     | 2009                  |
| Categorias de base    |                                                          |                       |                       |
|                       | Competição                                               | Títulos               | Temporadas            |
|                       | Campeonato Potiguar - Sub-18 - Terceiro lugar            | 1                     | 2011                  |
|                       | Torneio Seletivo para a Copa São Paulo de Júnior de 2012 | 1                     | 2011                  |

## Estatísticas
|  | Participações em 2021 |

| Competição          | Competição          | Temporadas | Melhor campanha     | Estreia | Última | P | R |
| Rio Grande do Norte | Campeonato Potiguar | 20         | Campeão (2009)      | 2002    | 2022   |   | 2 |
| Rio Grande do Norte | 2ª Divisão          | 1          | Campeão (2015)      | 2015    | 2015   | 1 |   |
| Brasil              | Série D             | 1          | 55º colocado (2018) | 2018    | 2018   | – |   |
| Brasil              | Copa do Brasil      | 1          | 1ª fase (2010)      | 2010    | 2010   |   |   |

## Torcidas organizadas

### Jovem Garra Alviverde
A Jovem Garra Alviverde, ou JGA, é uma torcida organizada da Associação Sportiva Sociedade Unida, fundada no dia 29 de Janeiro de 2006. É a primeira e a única torcida organizada do clube. O mascote, assim como o do time, é o Camaleão. Seu lema é: Garra, Amor e Fibra.
Nos jogos do Camaleão em Assu, a torcida sempre comparece com suas faixas, bandeirões, bateria e outros instrumentos.